# Bộ Thiệt (舌)
Bộ Thiệt, bộ thứ 135 có nghĩa là "lưỡi" là 1 trong 29 bộ có 6 nét trong số 214 bộ thủ Khang Hy.
Trong Từ điển Khang Hy có 31 chữ (trong số hơn 40.000) được tìm thấy chứa bộ này.

## Tự hình Bộ Thiệt (舌)

Giáp cốt văn
Đại triện
Tiểu triện

## Chữ thuộc Bộ Thiệt (舌)
| Số nét bổ sung | Chữ                       |
| -------------- | ------------------------- |
| 0              | 舌/thiệt/                 |
| 2              | 舍/xá/ 舎/xá/ 舏          |
| 4              | 舐/thỉ/                   |
| 5              | 舑                        |
| 6              | 舒/thư/                   |
| 8              | 舓/chỉ/ 舔/thiểm/ 舕/đạm/ |
| 9              | 舖/phô/ 舗/phô/           |
| 10             | 舘/quán/                  |
| 12             | 舙/thoại/                 |
| 13             | 舚/thiêm/                 |